# Эржебет Силадьи
Эржебет (Елизавета) Силадьи (венг. Szilágyi Erzsébet; ок. 1410 — ок. 1483) — венгерская аристократка, жена крупного военачальника и регента Венгрии Яноша Хуньяди, мать короля Венгрии Матьяша Хуньяди.

## Биография
Эржебет была дочерью Ладислава Силадьи, вице-ишпана округа Бач-Бодрог и капитана Сребреника, и Екатерины Беллиени, членов двух влиятельных венгерских семей XV века, которые были лояльны к королю Венгрии Сигизмунду Люксембургскому. У неё было несколько братьев и сестер, в том числе Михай Силадьи, который сыграл важную роль после смерти мужа Эржебет, Яноша Хуньяди.
Янош Хуньяди (1407—1456) был регентом Венгерского королевства и верховным главнокомандующим армией (1446—1453), прославившимся в многочисленных битвах с турками-османами. Он был самым могущественным дворянином Венгерского королевства и обладал огромными поместьями и сотнями сторонников из числа дворян. После его смерти в 1456 году его старший сын Ладислав Хуньяди (1431—1457) стал главой дома Хуньяди, однако после убийства графа Ульриха фон Цилли, советника короля Венгрии Ладислава V, он был казнен. Тогда младший и единственный в живых сын Эржебет Матьяш Хуньяди по приказу молодого короля Ладислава V был арестован и находился в заключении в Вене, а затем в Праге. Ладислав V опасался за свою жизнь и правление. После скоропостижной смерти Ладислава V 23 ноября 1457 года в Венгрии разгорелась борьба среднего дворянства за избрание следующим королём Матьяша Хуньяди.
Михай Силадьи и Эржебет Хуньяди основали лигу Силадьи-Хуньяди и стали лидерами этой лиги. После внезапной смерти короля Ладислава Эржебет договорилась об освобождении Матьяша Хуньяди, который вскоре был избран королем Венгрии в январе 1458 года.
После этого Елизавета стала матерью короля и продолжала оказывать большое влияние на королевство. В 1473 году у Матьяша родился внебрачный сын Янош Корвин, который вскоре был отправлен во владения своей бабушки, которая занималась его воспитанием при помощи лучших венгерских учителей. Незаконнорожденный Янош Корвин не унаследовал королевский престол после смерти в 1490 году своего отца из-за давления дворян и вдовы монарха, но пользовался титулами и имуществом, сражаясь с турками-османами до конца своей жизни, как это делали его дед и отец раньше. Его бабушка Эржебет Хуньяди прожила в Обуде большую часть своей жизни он основал несколько монастырей и часовен, следуя своим глубоко религиозным убеждениям. Она скончалась около 1483 года.
От брака с Яношем Хуньяди у Эржебет было двое сыновей:
- Ласло Хуньяди (1431—1457), бан Хорватии и Славонии
- Матьяш Хуньяди (1443—1490), король Венгрии (1458—1490)